# Air Canada Tango
"Air Canada Tango" è stato un marchio per i servizi a basso costo della maggiore aerolinea canadese. Sede a Montréal.

## Storia
Il marchio "Air Canada Tango" fu istituito nel novembre 2001 da Air Canada, per offrire voli economici e ridurre i costi operativi di alcune rotte. Con questo "cappello" ha operato tra le città di Toronto, Ottawa, Montréal, Calgary e Vancouver, nonché verso alcune destinazioni vacanziere negli Stati Uniti e in Messico come Fort Lauderdale, Seattle, Tampa e Città del Messico. Utilizzò Airbus A320 e Boeing 737-200, offrendo tariffe fino all'80% in meno rispetto a quelle standard di Air Canada. A seguito della cessazione Air Canada ha mantenuto il nome commerciale "Tango" per definire la sua classe economica fino al 2018.

## Flotta

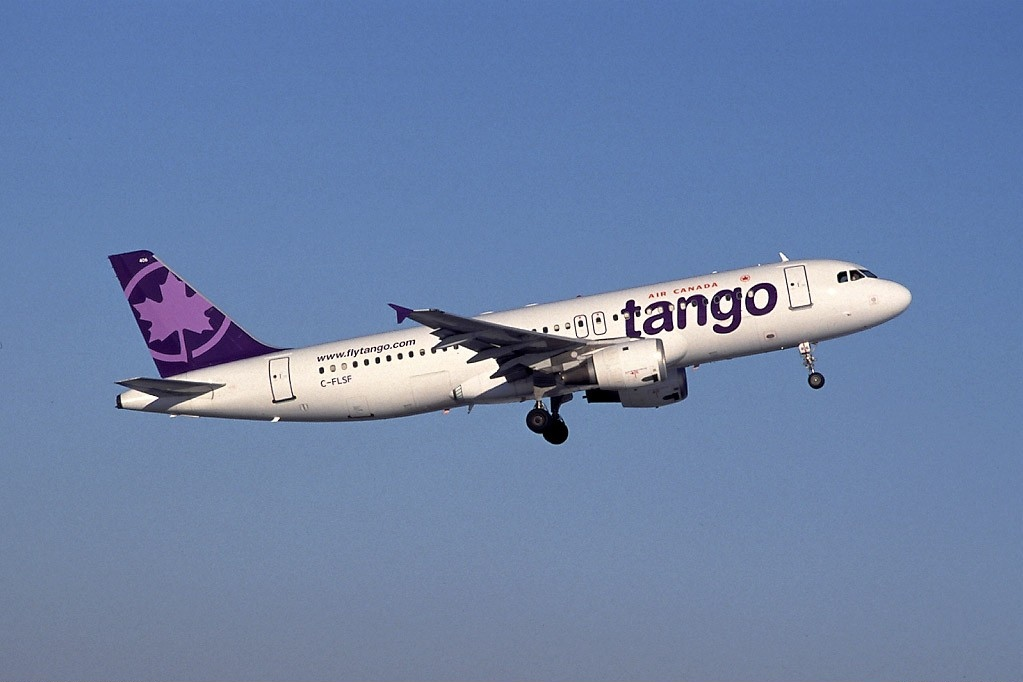
Un Airbus A320-200 di Air Canada Tango.

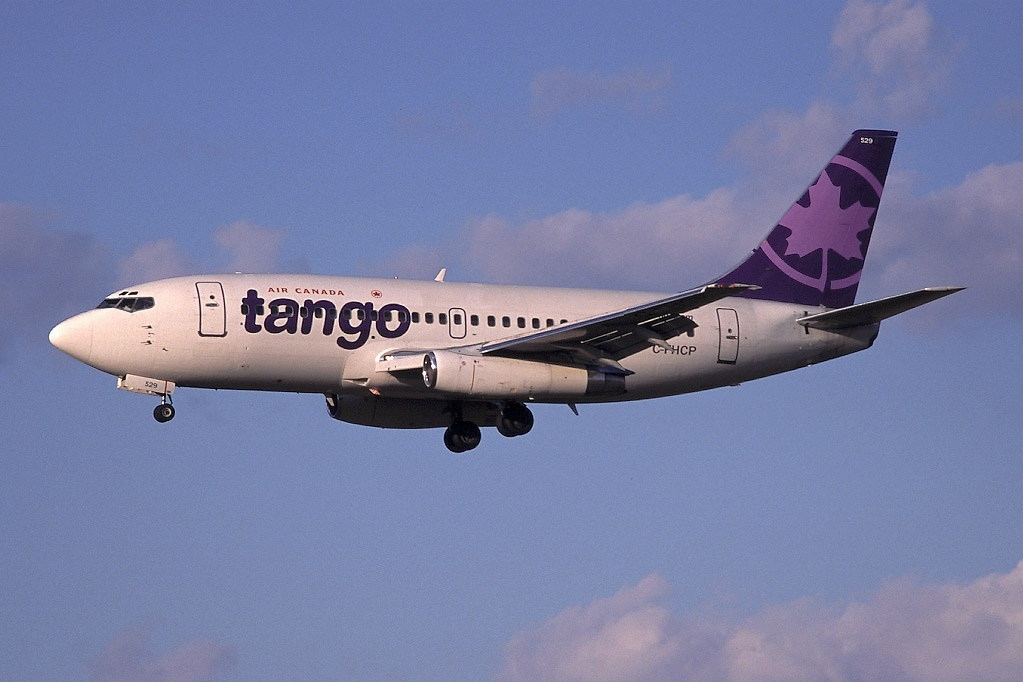
Un Boeing 737-200 di Air Canada Tango.

Nell febbraio 2003 la flotta dedicata a Tango risultava composta dai seguenti aerei: